# Zeitschrift für Kristallographie
Pour les articles homonymes, voir Kristall (homonymie).
Zeitschrift für Kristallographie (abrégé en Z. Kristall.) est une revue scientifique à comité de lecture. Ce journal mensuel, fondé en 1877 par Paul Heinrich von Groth, publie des articles de recherches originales dans le domaine de la cristallographie. Un supplément au journal rapportant de nouvelles structures cristallographiques est publié depuis 1919 sous le nom de Strukturbericht.
D'après le Journal Citation Reports, le facteur d'impact de ce journal était de 1,090 en 2018. La direction éditoriale est assurée par un panel d'experts.